# Evropesma
Evropesma (in Montenegro ook Europjesma of Evropjesma genoemd) was de preselectie voor het Eurovisiesongfestival in Servië en Montenegro. De liedjeswedstrijd bestond van 2004 tot en met 2006.

## Geschiedenis
Evropesma werd in 2004 in het leven geroepen om de inzending van Servië en Montenegro voor het Eurovisiesongfestival te selecteren. Het land, dat tussen 1961 en 1992 aan het songfestival had meegedaan als onderdeel van Joegoslavië, mocht terugkeren nadat het wegens de Joegoslavische oorlogen tien jaar lang was uitgesloten van deelname.

### 2004
De eerste editie van Evropesma werd in februari 2004 gehouden in Belgrado en kende 24 deelnemers. Zestien kandidaten werden rechtstreeks aangeduid door de overkoepelende omroepunie UJRT, en zowel Servië als Montenegro mochten elk nog vier extra kandidaten aanbrengen. De Servische RTS deed dat door middel van het festival Beovizija, dat zodoende als een halve finale fungeerde. De Montenegrijnse RTCG koos zijn vier kandidaten intern. In totaal waren er 19 Servische deelnemers en vijf Montenegrijnse. Hieronder zaten bekende namen als Željko Joksimović, Sergej Ćetković, Jelena Tomašević, Extra Nena en Knez.
Aangezien Servië een veel grotere bevolking bezat dan Montenegro, drong de Montenegrijnse omroep aan om de uitslag niet alleen van televoting af te laten hangen. De uitslag werd daarom mede bepaald door acht jury's, vier uit Servië en vier uit Montenegro. Zij mochten ieder, net als de televoters, 1 t/m 10 punten verdelen. De puntentelling verliep echter controversieel toen bleek dat de inzendingen van de Montenegrijnse omroep genegeerd werden door de Servische juryleden. Andersom gaven de juryleden uit Montenegro ook maar zeer weinig punten aan de kandidaten van de RTS. De winnaar werd Željko Joksimović, die was aangeduid door de UJRT, met de ballade Lane moje. Hij kreeg de steun van beide landsdelen en eindigde op het Eurovisiesongfestival op de tweede plaats.

### 2005
Op 4 maart 2005 vond in Podgorica de tweede editie van Evropesma plaats. Opnieuw namen er 24 artiesten deel. Veertien van hen werden geselecteerd in de Servische halve finale Beovizija en de overige tien in de Montenegrijnse variant Montevizija. Onder de deelnemers waren o.a. Stevan Faddy, Andrea Demirović en Marija Šerifović.
Al voor de nationale selectie ontstond ophef over de vermeende partijdigheid van de Servische omroep RTS. Tegen de afspraken in werden de Servische artiesten door de omroep actief gepromoot. Beovizija-winnares Jelena Tomašević, die favoriet was met een compositie van Željko Joksimović, kreeg zelfs al voor de wedstrijd een overwinningsfeest aangeboden.
De puntentelling gebeurde op dezelfde wijze als in 2004 en veroorzaakte opnieuw veel commotie. Tomašević en de andere Servische favorieten werden volledig genegeerd door de Montenegrijnse juryleden, terwijl de artiesten uit Montenegro wel hier en daar op Servische punten konden rekenen. Het leidde ertoe dat Evropesma gewonnen werd door de Montenegrijnse jongensgroep No Name. Hun lied Zauvijek moja won tevens de televoting, al werd naderhand geïnsinueerd dat die niet eerlijk was verlopen: in Montenegro zou de televoting gratis zijn geweest en in Servië niet.
No Name eindigde op het Eurovisiesongfestival op de zevende plaats, terwijl Jelena Tomašević als tweede eindigde in de Second Chance Contest.

### 2006
Op 11 maart 2006 eindigde Evropesma, gehouden in hoofdstad Belgrado, in een chaos nadat zich hetzelfde scenario voltrok als in de voorgaande jaren. De Montenegrijnse kandidaten van Montevizija kregen nauwelijks punten van Servië, terwijl Montenegro helemaal niets over had voor de Servische favorieten van Beovizija. Toen No Name net als in 2005 de wedstrijd won, werd de sfeer rumoerig. Een deel van het publiek verliet prompt de zaal, terwijl de overgebleven aanwezigen duidelijk hun afkeer lieten blijken. De jongensgroep werd uitgejouwd en bekogeld met objecten. Een herhaling van het winnende lied, zoals dat gebruikelijk is, werd geannuleerd en vervangen door de Servische favoriet Flamingosi, dat de televoting had gewonnen en in de eindstand als tweede was geëindigd.
De organiserende UJRT kwam de volgende dag met een verklaring, waarin stond dat de uitslag van de show niet erkend werd vanwege het onregelmatige stempatroon. Hiermee weigerde de omroepunie om No Name af te vaardigen naar het songfestival. Als oplossing werd een nieuwe finale met slechts tien deelnemers voorgesteld, waarbij de uitslag alleen door televoting zou worden bepaald. Dit voorstel werd echter verworpen door de Montenegrijnse omroep RTCG, die de hulp inriep van de EBU om de resultaten van Evropesma goed te keuren. De EBU deed dit echter niet en liet weten dat de omroepen zelf tot een compromis moesten komen. Uiteindelijk kwam er geen overeenstemming en trok Servië en Montenegro zich terug van het Eurovisiesongfestival.
Later in 2006 werden Montenegro en Servië onafhankelijke landen. Hiermee hield Evropesma op te bestaan en werden Beovizija en Montevizija volwaardige voorrondes voor het Eurovisiesongfestival.

## Winnaars
| Jaar | Artiest           | Lied          |
| ---- | ----------------- | ------------- |
| 2004 | Željko Joksimović | Lane moje     |
| 2005 | No Name           | Zauvijek moja |
| 2006 | No Name           | Moja ljubavi  |

- Voor de uitslagen van Servië en Montenegro op het Eurovisiesongfestival, zie Servië en Montenegro op het Eurovisiesongfestival.